# Puchar Ameryki Północnej w narciarstwie alpejskim 2021/2022
Sezon 2021/2022 Pucharu Ameryki Północnej w narciarstwie alpejskim rozpoczął się 18 listopada 2021 roku zawodami dla kobiet oraz 20 listopada 2021 zawodami mężczyzn. Ta edycja pucharu rozpoczęła się w Copper Mountain. Ostatnie zawody odbyły się 28 marca 2022 roku w ośrodku narciarskim Sugarloaf. Zorganizowano 27 startów dla mężczyzn i 26 dla kobiet.

## Puchar Ameryki Północnej w narciarstwie alpejskim kobiet
Wśród kobiet pucharu Ameryki Północnej z sezonu 2019/2020 broni Amerykanka Keely Cashman. Tym razem zwyciężyła jej rodaczka Ava Sunshine Jemison.
W poszczególnych klasyfikacjach tryumfowały:
- zjazd:  Stefanie Fleckenstein
- slalom:  Lila Lapanja
- gigant:  Allie Resnick
- supergigant:  Candace Crawford
- superkombinacja:  Ava Sunshine Jemison

## Puchar Ameryki Północnej w narciarstwie alpejskim mężczyzn
Wśród mężczyzn pucharu Ameryki Północnej z sezonu 2019/2020 broni Amerykanin Bridger Gile. Tym razem zwyciężył Kanadyjczyk Liam Wallace.
W poszczególnych klasyfikacjach tryumfowali:
- zjazd:  Jeffrey Read
- slalom:  Liam Wallace
- gigant:  Riley Seger
- supergigant:  Kyle Alexander
- superkombinacja:  Isaiah Nelson